# NTL Radomsko
NTL Radomsko (Niezależna Telewizja Lokalna Radomsko) war ein polnischer Lokalfernsehsender für Radomsko. Er startete im Jahr 1994 und wurde am zum 1. Dezember 2020 eingestellt.

## Geschichte
NTL Radomsko startete im Jahr 1994, als er noch Tadeusz Dąbrowski TED gehörte. Im Jahr 2005 wurde NTL Radomsko von der ITI-Gruppe übernommen. Seit dem Jahr 2015 gehört der Sender der TVN-Gruppe. Die Konzession für das frei empfangbare Fernsehen erhielt er im Maj 1994. Anfangs gehörte NTL Radomsko zu den Lokalfenstern von TV Odra. Seit dem Entstehen des Senders Nasza TV im Jahr 1998 wurden dieselben Sendungen auf NTL Radomsko gezeigt, dasselbe geschah, als TV4 auf Sendung gegangen ist. Erst im April 2000 erhielt NTL Radomsko eigene Lokalsendungen. Am 2. Juli 2015 wurde NTL Radomsko von Scripps Networks Internactive übernommen. Mitte von 2018 wurde Scripps von Discovery Communications übernommen. Der Sender sendet 18 Stunden täglich. Seit dem 1. April 2014 gibt es einen EPG von NTL Radomsko. Am 18. Mai 2015 bekam NTL Radomsko die Konzession von KRRiT für den Empfang über Satellit. Seit dem 3. April 2017 ist NTL Radomsko über das Kabelfernsehen von UPC Polska empfangbar.

## Empfangen über Satellit
| Satellit     | EUTELSAT Hot Bird 13C |
| Position     | 13°E                  |
| Position     | 11393,000 MHz         |
| Polarisation | V                     |
| Simbol Rate  | 27500 Ms/s            |
| FEC          | 3/4                   |
| Codierung    | FTA                   |